# Jan Hoekstra (voetballer)
Jan Hoekstra (Eexterveen, 4 augustus 1998) is een Nederlands voetballer die als doelman speelt. Hij verruilde FC Groningen in de zomer van 2023 voor FC Emmen.

## Carrière
Jan Hoekstra speelde in de jeugd van VV Gieterveen en FC Groningen, waar hij van 2017 tot 2019 in de Derde divisie Zaterdag speelde met Jong FC Groningen. Op 9 februari 2019 scoorde hij in de laatste minuut de gelijkmaker (1-1) tegen ASV De Dijk. Hij kopte een vrije trap binnen. In 2019 werd Jong FC Groningen uit de voetbalpiramide gehaald en keerde het team terug in de Beloftencompetitie. Sinds het seizoen 2017/18 maakt Hoekstra als reservekeeper deel uit van de selectie van FC Groningen. Hij debuteerde in het eerste elftal van FC Groningen op 30 oktober 2019, in de met 2-1 gewonnen bekerwedstrijd, uit tegen Harkemase Boys.
Voor het seizoen 2020/21 werd hij verhuurd aan Roda JC, waar hij na een blessure alles speelde.
Medio 2023 vertrok hij naar FC Emmen. Hij begon als eerste keeper, maar werd in februari 2024 gepasseerd door Eric Oelschlägel en vervolgens door Luca Unbehaun.

## Clubstatistieken
| Seizoen                   | Club         | Competitie     | Competitie | Competitie | Beker | Beker | Overig | Overig | Totaal | Totaal |
| Seizoen                   | Club         | Competitie     | Wed.       | Dlp.       | Wed.  | Dlp.  | Wed.   | Dlp.   | Wed.   | Dlp.   |
| ------------------------- | ------------ | -------------- | ---------- | ---------- | ----- | ----- | ------ | ------ | ------ | ------ |
| 2017/18                   | FC Groningen | Eredivisie     | 0          | 0          | 0     | 0     | –      | –      | 0      | 0      |
| 2018/19                   | FC Groningen | Eredivisie     | 0          | 0          | 0     | 0     | –      | –      | 0      | 0      |
| 2019/20                   | FC Groningen | Eredivisie     | 0          | 0          | 1     | 0     | –      | –      | 1      | 0      |
| 2020/21                   | → Roda JC    | Eerste divisie | 25         | 0          | 0     | 0     | 2      | 0      | 27     | 0      |
| 2021/22                   | FC Groningen | Eredivisie     | 0          | 0          | 2     | 0     | –      | –      | 2      | 0      |
| 2022/23                   | FC Groningen | Eredivisie     | 0          | 0          | 0     | 0     | –      | –      | 0      | 0      |
| 2022/23                   | → PEC Zwolle | Eerste divisie | 0          | 0          | 0     | 0     | –      | –      | 0      | 0      |
| 2023/24                   | FC Emmen     | Eerste divisie | 25         | 0          | 0     | 0     | –      | –      | 25     | 0      |
| 2024/25                   | FC Emmen     | Eerste divisie | 1          | 0          | 1     | 0     | 0      | 0      | 2      | 0      |
| Totaal                    | Totaal       | Totaal         | 51         | 0          | 4     | 0     | 2      | 0      | 57     | 0      |
| Bijgewerkt op 24 mei 2023 |              |                |            |            |       |       |        |        |        |        |